# 宋允清
宋允清（1699年—1775年），字景昭，號松亭，江南蘇州府長洲縣人，清朝政治人物。

## 生平
宋允清來自蘇州長洲宋氏家族。曾祖宋宓，祖父宋廣業，本生父宋志益，本生母為正定縣知縣嘉興徐王駰女。宋允清為宋志益長子，出嗣伯父宋志稷（1677-1692）。
宋允清為長洲貢生，授長蘆鹽運司知事，乾隆十年（1745年）任山西長治縣知縣，十三年（1748年）調介休縣知縣，十六年（1751年）任絳州直隸州知州，同年丁母憂，服闋，十九年（1754年）補雲南姚州知州，二十四年（1759年）調鎮雄州知州，俸滿候陞，授奉政大夫，四十年（1775年）卒。

## 家庭
夫人為贛南道王兹來女；側室羅氏。有七子：宋啟忠（早殤）、宋裕忠、宋祐忠（早殤）、宋祁忠（早殤）、宋禮忠、宋體忠及宋敬忠（早殤）。還有三女：長女嫁常熟席紹祖；次女嫁山東洙泗學錄孔繼舜；三女嫁紹興王建中。